# Kōichi Hashiratani
Kōichi Hashiratani (柱谷 幸一?, Hashiratani Kōichi; Prefettura di Kyoto, 1º marzo 1961) è un ex calciatore giapponese, di ruolo attaccante.

## Palmarès

### Giocatore

#### Competizioni internazionali
- Coppa delle Coppe dell'AFC: 1

Nissan Motors: 1991-1992

### Allenatore

#### Competizioni nazionali
- J2 League: 1

Kyoto Sanga: 2005